# 王寄一
王寄一（？—？），中国政治人物、社会活动家，中国农工民主党创始人之一，中国农工民主党中央委员会委员，制宪国民大会代表，第一届国民大会代表，第二届全国政协委员。